# 金牛座117
金牛座117，又名BD+17 931，HD 35802、SAO 94573、HR 1816，是金牛座的一颗恒星，视星等为5.77，位于銀經187.79，銀緯-9.64，其B1900.0坐标为赤經5h 22m 13.2s，赤緯+17° -9.64′ 21″。